# Liste der Biografien/Grad
Liste der Biografien |
Portal Biografien |
Personensuche
# |
A |
B |
C |
D |
E |
F |
G |
H |
I |
J |
K |
L |
M |
N |
O |
P |
Q |
R |
S |
T |
U |
V |
W |
X |
Y |
Z |
?
 
Ga |
Gb |
Gc |
Gd |
Ge |
Gf |
Gh |
Gi |
Gj |
Gk |
Gl |
Gm |
Gn |
Go |
Gp |
Gq |
Gr |
Gs |
Gu |
Gv |
Gw |
Gy |
Gz
 
Gra |
Grb–Grd |
Gre |
Grg |
Gri |
Grj |
Grk |
Grl |
Grm |
Gro |
Grs |
Gru |
Gry |
Grz
 
Graa |
Grab |
Grac |
Grad |
Grae |
Graf |
Grag |
Grah |
Grai |
Graj |
Grak |
Gral |
Gram |
Gran |
Grao |
Grap |
Grar |
Gras |
Grat |
Grau |
Grav |
Graw |
Gray |
Graz
Die Liste der Biografien führt alle Personen auf, die in der deutschsprachigen Wikipedia einen Artikel haben. Dieses ist eine Teilliste mit 118 Einträgen von Personen, deren Namen mit den Buchstaben „Grad“ beginnt.

## Grad
- Grad, Aleksander (* 1962), polnischer Politiker, Mitglied des Sejm, Staatsschatzminister Polens
- Grad, Bogdan (* 1995), österreichischer Mixed-Martial-Arts-Kämpfer
- Grad, Charles (1842–1890), elsässischer Politiker, MdR
- Grad, Dagmara (* 1990), polnische Fußballspielerin
- Grad, Geneviève (1944–2024), französische SchauspielerinGeneviève Grad (1944–2024)

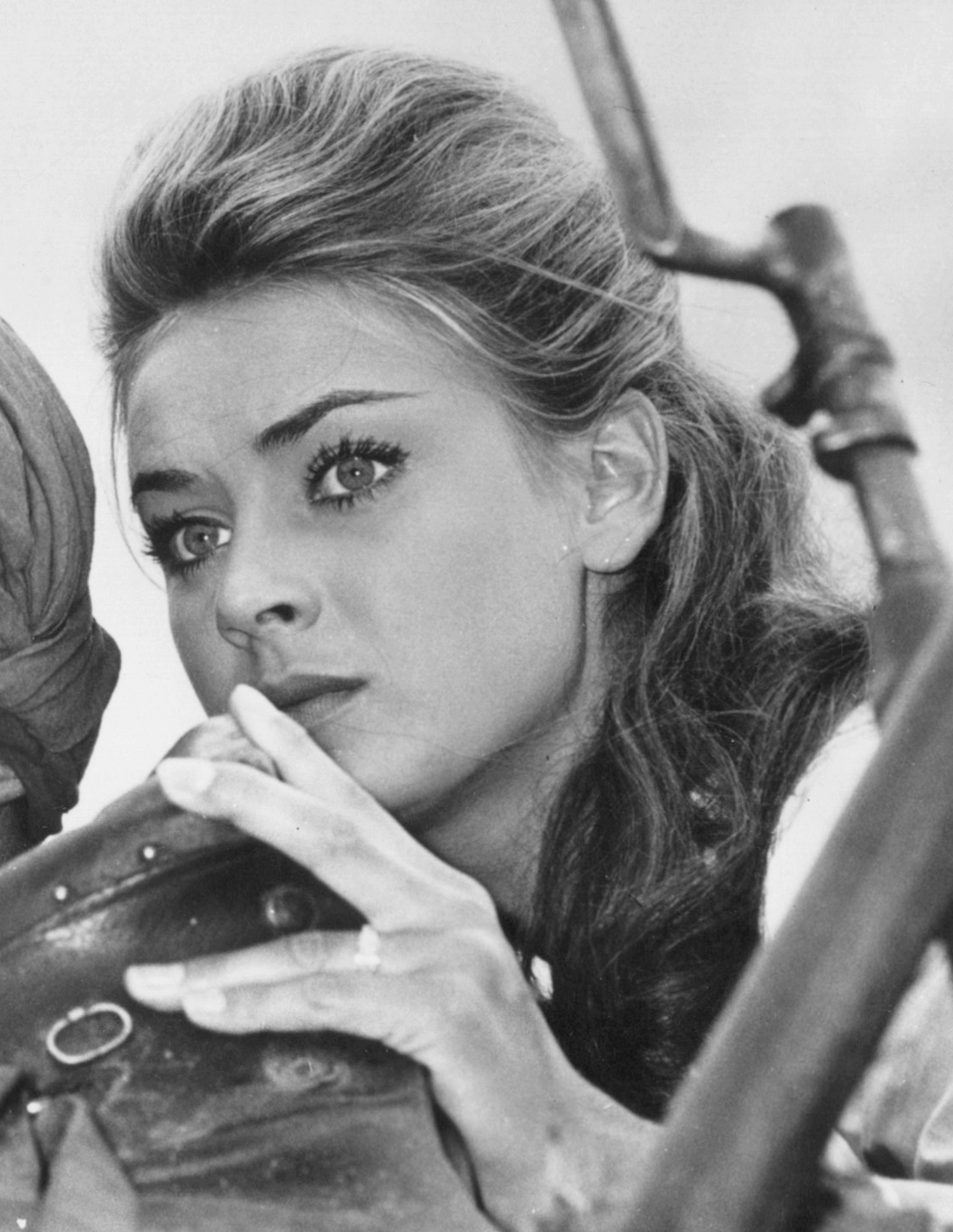
Geneviève Grad (1944–2024)

- Grad, Harold (1923–1986), US-amerikanischer Mathematiker
- Grad, Johann (1941–2013), deutscher Bauingenieur
- Grad, Lucija (* 1983), slowenische Fußballspielerin
- Grad, Max (1863–1927), deutsche Schriftstellerin

### Grada
- Gradante, Anna-Maria (* 1976), deutsche Jodoka
- Gradaščević, Husein (1802–1834), osmanischer Kapetan von Gradačac und Wesir von Bosnien
- Gradauer, Alois (* 1942), österreichischer Politiker (FPÖ), Abgeordneter zum Nationalrat
- Gradauskas, Jonas (1923–2018), litauischer Chirurg
- Gradauskas, Liubomiras (1929–2012), litauischer Radiologe und Hochschullehrer

### Gradd
- Graddon, Brooke (* 1987), britische Wasserspringerin
- Graddy, Sam (* 1964), US-amerikanischer Sprinter und Olympiasieger

### Grade
- Grade, Chaim (1910–1982), russischer Schriftsteller und Dichter
- Grade, Friedrich (1916–2023), deutscher Ingenieur und Marineoffizier
- Grade, Gisela (* 1935), deutschen Textilkünstlerin, Malerin und Grafikerin
- Grade, Gustav (1869–1935), deutscher Artist
- Grade, Hans (1879–1946), deutscher Maschinenbau-Ingenieur und -Unternehmer, FlugpionierHans Grade (1879–1946)

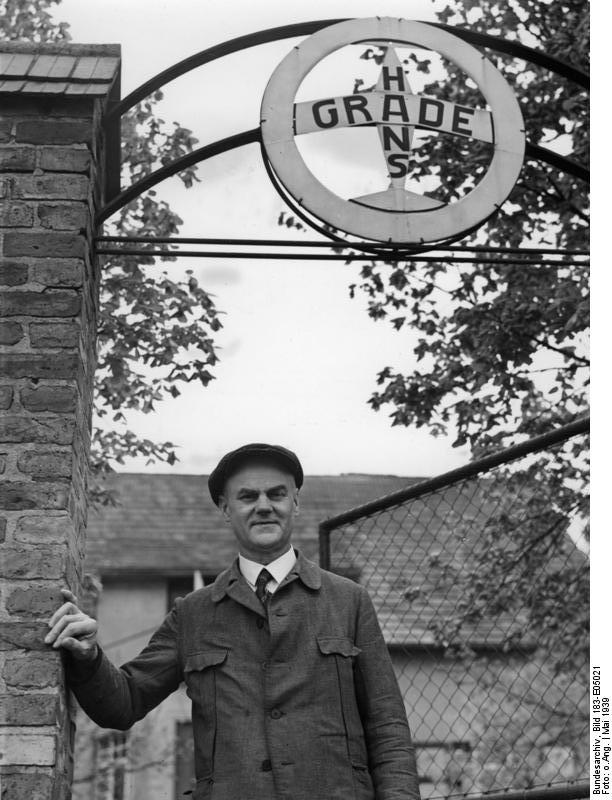
Hans Grade (1879–1946)

- Grade, Lew (1906–1998), britischer Filmproduzent ukrainischer Herkunft
- Grade, Michael (* 1943), britischer Geschäftsmann
- Gradeckas, Algimantas (* 1934), litauischer Forstwissenschaftler
- Gradek, Kamil (* 1990), polnischer Radrennfahrer
- Gradel, Max (* 1987), ivorischer Fußballspieler
- Graden, Brian (* 1963), US-amerikanischer Manager
- Gradenegger, Johannes (1932–2009), österreichischer Verwaltungsjurist und Politiker (SPÖ), Abgeordneter zum Nationalrat
- Grädener, Carl (1812–1883), deutscher Komponist
- Gradenigo, Aluica, Dogaressa von Venedig
- Gradenigo, Bartolomeo Gerolamo (1754–1828), italienischer Politiker, Bürgermeister von Venedig
- Gradenigo, Giovanni († 1356), Doge von Venedig
- Gradenigo, Giuseppe (1859–1926), italienischer HNO-Arzt
- Gradenigo, Regina, Dogaressa von Venedig
- Gradenwitz, Hirsch (1876–1943), deutscher orthodoxer Rabbiner
- Gradenwitz, Otto (1860–1935), deutscher Rechtshistoriker und Lexikograph
- Gradenwitz, Peter (1910–2001), deutsch-israelischer Musikwissenschaftler
- Gradenwitz, Richard (1863–1925), deutscher Flugpionier, Ingenieur und Unternehmer
- Grader, Thomas (* 1989), österreichischer Skilangläufer
- Gradetzke, Dieter (* 1926), deutscher Fußballspieler
- Gradew, Wladimir (* 1963), bulgarischer Philosoph, Religionswissenschaftler, Diplomat und Übersetzer

### Gradi
- Gradić, Stjepan (1613–1683), kroatischer Priester, Gelehrter und Diplomat in Rom
- Gradin, Anita (1933–2022), schwedische sozialdemokratische Politikerin, Mitglied des Riksdag
- Gradín, Isabelino (1897–1944), uruguayischer Fußballspieler
- Gradin, Peter (* 1958), schwedischer Eishockeyspieler und -trainer
- Gradin, Thomas (* 1956), schwedischer Eishockeyspieler
- Gradinarow, Miroslaw (* 1985), bulgarischer Volleyballspieler
- Gradinger, Andreas (* 1983), österreichischer Fußballspieler
- Gradinger, Hermann (1936–2025), deutscher Kunstschmied
- Gradinger, Rudolf (1923–2004), österreichischer Fernmeldetechniker und Politiker (ÖVP), Landtagsabgeordneter, Abgeordneter zum Nationalrat
- Gradinger, Thomas (* 1996), österreichischer Motorradrennfahrer
- Gradišar, Nejc (* 2002), slowenischer Fußballspieler
- Gradischnig, Ernst (* 1949), österreichischer Maler, Lithograf, Grafiker, Keramiker
- Gradischnig, Harald (* 1983), österreichischer Fußballspieler
- Gradischnig, Herwig (* 1968), österreichischer Jazzsaxophonist
- Gradischnik, Reimar (* 1941), österreichischer Jurist und Politiker (SPÖ), Abgeordneter zum Nationalrat
- Gradison, Bill (* 1928), US-amerikanischer Politiker (Republikanische Partei)
- Gradison, Heather J. (* 1952), US-amerikanische Leiterin der Regulierungsbehörde Interstate Commerce Commission
- Gradistanac, Renate (* 1950), deutsche Politikerin (SPD), MdB
- Gradit, Jonathan (* 1992), französischer Fußballspieler

### Gradk
- Gradkowski, Bruce (* 1983), US-amerikanischer Footballspieler

### Gradl
- Gradl, Georg (1884–1950), deutscher Beamter und Politiker (NSDAP), MdR
- Gradl, Hans-Georg (* 1973), deutscher römisch-katholischer Theologe
- Gradl, Heinrich (1842–1895), böhmischer Historiker
- Gradl, Hermann (1883–1964), deutscher Maler, Zeichner und Illustrator
- Gradl, Hermann d. Ä. (1869–1934), deutscher Kunstmaler, Radierer, Bildhauer und Kunstgewerbler
- Gradl, Johann Baptist (1904–1988), deutscher Politiker (CDU)Johann Baptist Gradl (1904–1988)

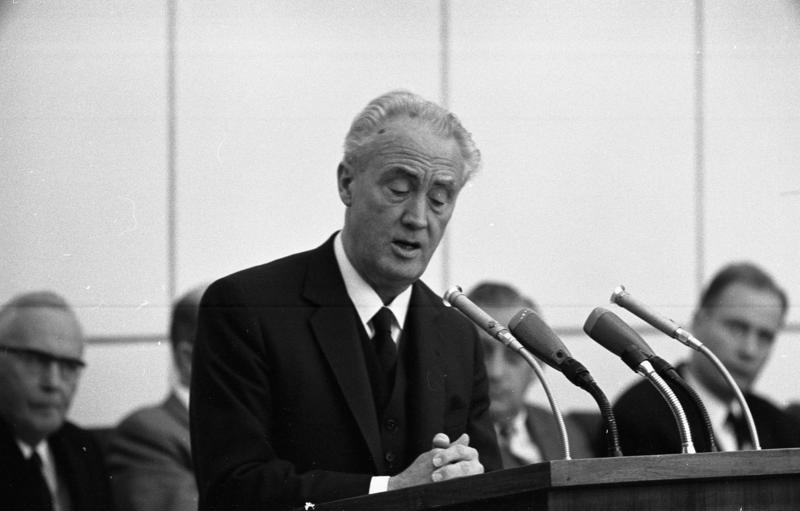
Johann Baptist Gradl (1904–1988)

- Gradl, Josef (1921–2016), deutscher Kriminalobermeister und Politiker (SPD), Bürgermeister und MdL Bayern
- Gradl, Konstantin (* 2000), österreichischer Fußballspieler
- Gradl, Max Joseph (1873–1934), deutscher Maler, Gebrauchsgrafiker, Architekt, Schriftdesigner und Schmuckdesigner des Jugendstils
- Gradl, Thessa (1867–1914), deutsche Opernsängerin (Sopran)
- Grädler, Theodor (* 1921), deutscher Film-, Theater- und Fernseh-Regisseur sowie Schauspieler und Autor
- Gradley, Richard (1932–2022), britischer Kunstturner
- Gradlon, sagenhafter König der Bretagne

### Gradm
- Gradmann, Christoph (* 1960), deutscher Historiker, Medizinhistoriker und Professor für Medizingeschichte
- Gradmann, Dietrich (1940–2022), deutscher Biophysiker
- Gradmann, Eugen (1863–1927), deutscher Pfarrer, Kunsthistoriker und Denkmalpfleger
- Gradmann, Hans (1892–1983), deutscher Botaniker
- Gradmann, Johann Jakob (1750–1817), deutscher lutherischer Geistlicher, Theologe und Pädagoge
- Gradmann, Robert (1865–1950), deutscher Pfarrer, Geograph, Botaniker und Landeskundler
- Gradmann, Stefan (* 1958), deutscher Bibliothekar und Professor der Bibliothekswissenschaft

### Gradn
- Gradnauer, Georg (1866–1946), deutscher Politiker (SPD), MdRGeorg Gradnauer (1866–1946)

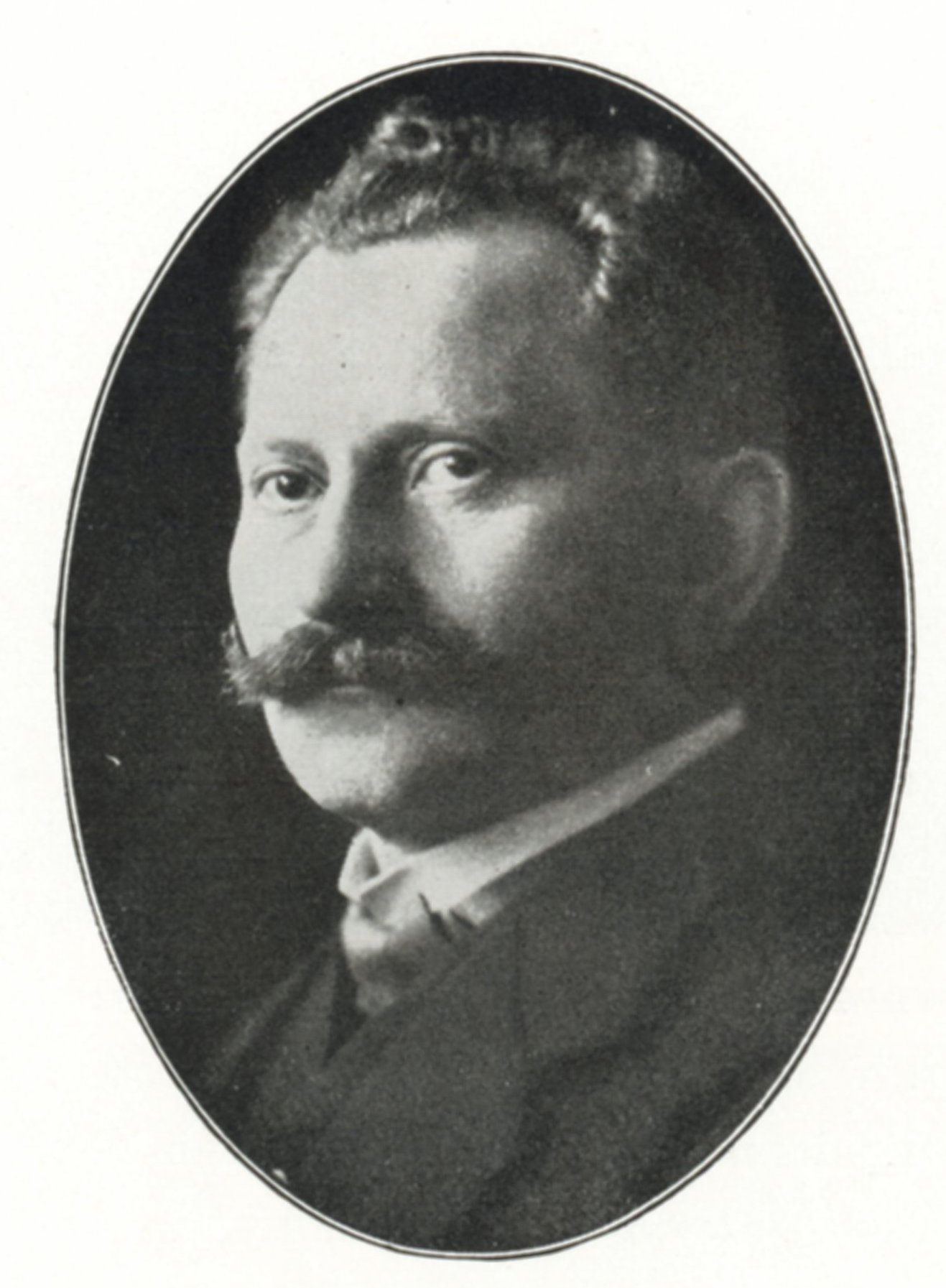
Georg Gradnauer (1866–1946)

- Gradnauer, Hermann (1894–1972), deutscher Zahnarzt und Zionist
- Gradner, Bernhard († 1489), österreichischer Freiherr (Steiermark)
- Gradney, Kenny, US-amerikanischer Rockbassist

### Grado
- Grados Bertorini, Alfonso (1925–2010), peruanischer Journalist, Bankmanager und Politiker
- Gradow, Valery, russischer Violinist und Musikpädagoge
- Gradowitsch, Jewgeni Pawlowitsch (* 1986), russischer Boxer
- Gradowski, Salmen († 1944), polnischer Häftling des Sonderkommandos des KZ Auschwitz-Birkenau

### Gradt
- Gradt, Johann (1831–1879), österreichischer Architekt und Denkmalpfleger

### Gradu
- Gradur (* 1990), französischer RapperGradur (* 1990)

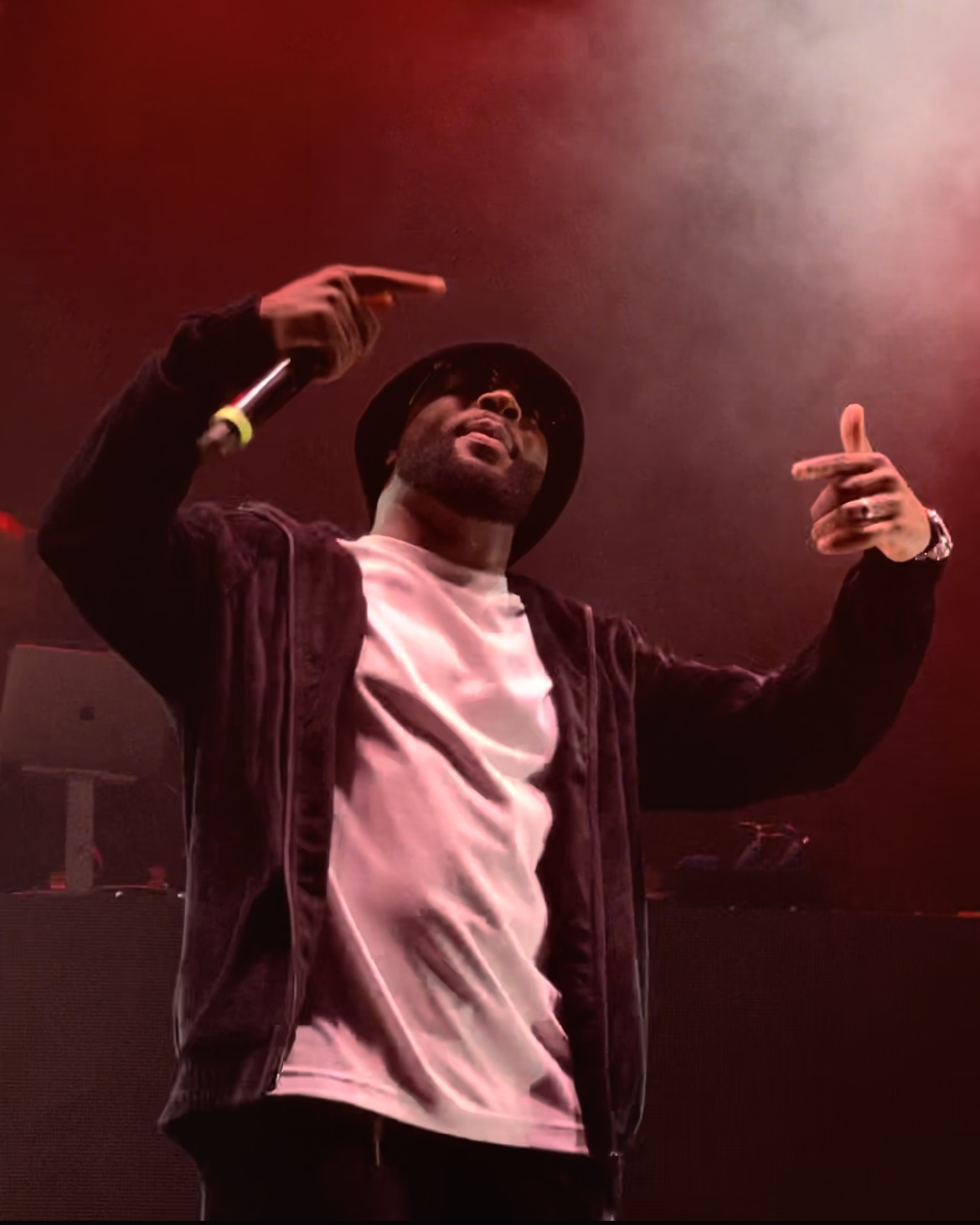
Gradur (* 1990)

- Gradus, Kamila (* 1967), polnische Marathonläuferin

### Gradw
- Gradwell, Robert (1777–1833), englischer römisch-katholischer Geistlicher, Titularbischof und Koadjutor des Apostolischen Vikars von London
- Gradwell, Sam (* 1991), englischer Wrestler
- Gradwohl, Eva-Maria (* 1973), österreichische Marathonläuferin
- Gradwohl, Franz, österreichischer Skispringer
- Gradwohl, Gerald (* 1967), österreichischer Fusionmusiker
- Gradwohl, Gerd (* 1960), deutscher alpiner Skiläufer und Paralympics-Sieger
- Gradwohl, Heinz (* 1956), österreichischer Gemeindebeamter und Politiker (SPÖ), Abgeordneter zum Nationalrat
- Gradwohl, Joachim (* 1969), österreichischer Koch
- Gradwohl, Werner (* 1954), österreichischer Politiker (ÖVP), Landtagsabgeordneter

### Grady
- Grady, Benjamin F. (1831–1914), US-amerikanischer Politiker
- Grady, Christopher W. (* 1962), US-amerikanischer Marineadmiral, Befehlshaber des U.S. Fleet Forces Command (USFLTFORCOM), stellvertretender Vorsitzender des Vereinigten GeneralstabsChristopher W. Grady (* 1962)

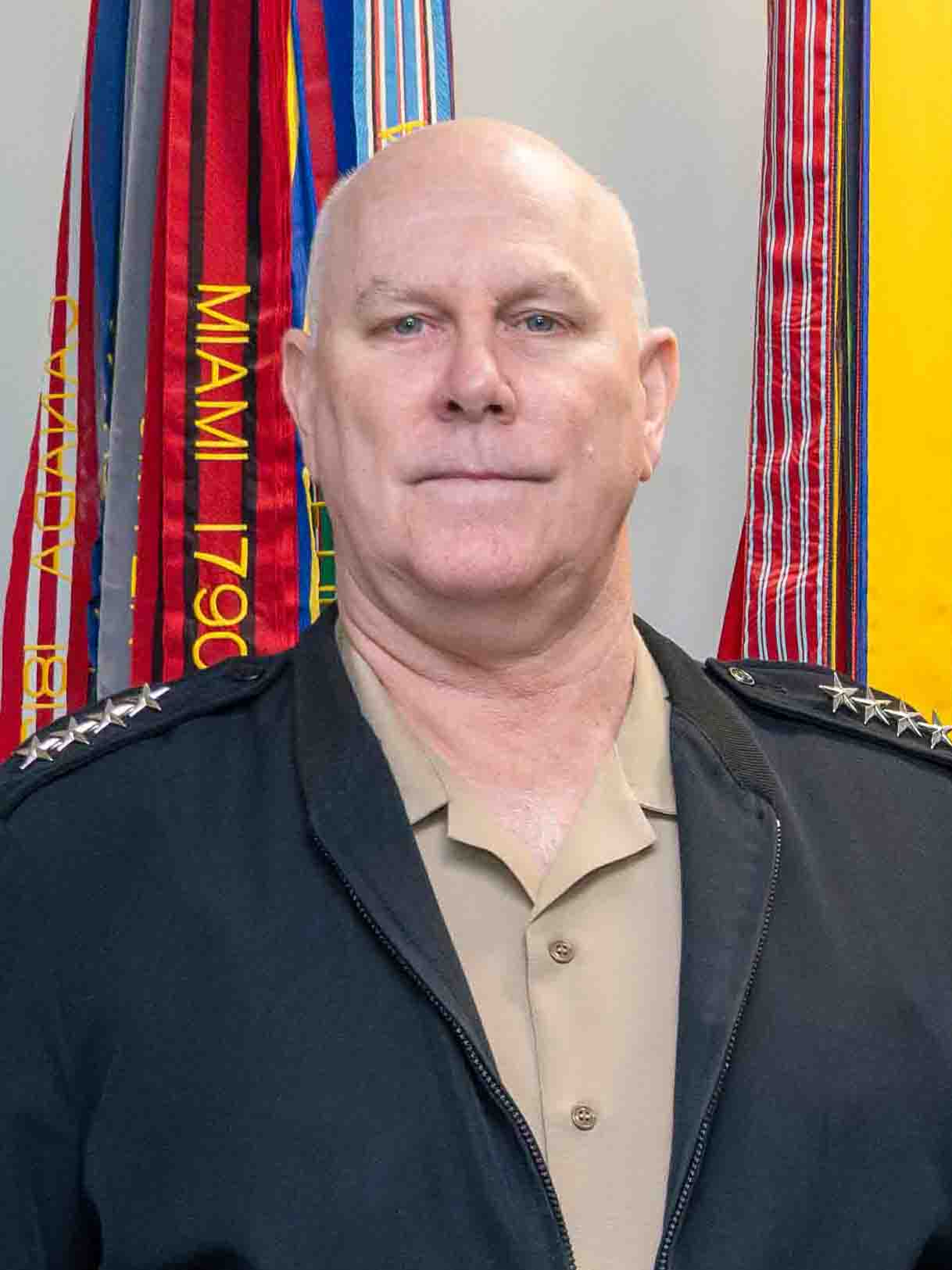
Christopher W. Grady (* 1962)

- Grady, Don (1944–2012), US-amerikanischer Schauspieler, Musiker und Filmkomponist
- Grady, Donald (* 1951), kanadischer Skispringer
- Grady, J. Harold (1917–2002), US-amerikanischer Politiker und Richter
- Grady, James (* 1949), US-amerikanischer Autor
- Grady, Michael (* 1996), US-amerikanischer Ruderer
- Grady, Monica (* 1958), britische Astronomin und Meteoritenforscherin
- Grady, Panna (* 1936), US-amerikanische Literaturmäzenin
- Grady, Patrick (* 1980), schottischer Politiker
- Grady, Rachel, amerikanische Filmregisseurin und Filmproduzentin von Dokumentarfilmen
- Grady, Richard (* 1955), kanadischer Skispringer
- Grady, Thomas Joseph (1914–2002), US-amerikanischer Geistlicher, römisch-katholischer Bischof von Orlando
- Grady, Ursula, deutsche Orientierungsläuferin
- Grady, Wayne (* 1948), kanadischer Autor, Redakteur und Übersetzer

### Gradz
- Gradziel, Adriane (* 1988), österreichische Schauspielerin
- Gradziuk, Krzysztof (* 1979), polnischer Jazzmusiker (Schlagzeug, Komposition)